# I zanzaroni
I zanzaroni è un film del 1967 diretto da Ugo La Rosa.
Il film è diviso nei due canonici tempi coi titoli Quelli che partono e Quelli che restano. È nella seconda parte che appaiono gli attori Franco Franchi e Ciccio Ingrassia.

## Distribuzione
Il film venne distribuito solo in alcune sale siciliane.
Mai pubblicato su vhs e dvd, né trasmesso in tv (almeno ufficialmente), Rai 3 ne ha trasmesso l'episodio, della durata di 30 minuti, con Franco e Ciccio rititolato Gli ultimi pupari. 
Il film "I paladini di Francia", sempre di Ugo La Rosa, uscì nel 1965 e venne poi tagliato e inserito come secondo episodio del film "I zanzaroni".
Di questo episodio esistono dei manifesti che riportano come titolo I paladini di Francia. Tuttavia non si hanno notizie certe della modalità di distribuzione di questo episodio nelle sale.